# Portanus lex
Portanus lex är en insektsart som beskrevs av Kramer 1964. Portanus lex ingår i släktet Portanus och familjen dvärgstritar. Inga underarter finns listade i Catalogue of Life.